# Time Machine
Time Machine dvostruki je studijski album američkog rock instrumentalista Joea Satrianija koji izlazi u listopadu 1993. Na prvom disku nalaze se studijske snimke i skladbe s kojima je Satriani imao veliki uspjeh u svijetu. Sadrži četiri skladbe s prvog albuma Not of This Earth te tri nove skladbe. Drugi CD sadrži 14 skladbi snimljenih na raznim koncertima s turneja iz vremena 1988. – 1992.

## Popis pjesama

### Disk1
Sve pjesme napisao je Joe Satriani, (osim koje su naznačene).
1. "Time Machine" – 5:07
2. "The Mighty Turtle Head" – 5:12
3. "All Alone" – 4:22
4. "Banana Mango II" – 6:05
5. "Thinking of You" – 3:57
6. "Crazy" – 4:06
7. "Speed of Light" – 5:14
8. "Baroque" – 2:15
9. "Dweller On the Threshold" – 4:15
10. "Banana Mango" – 2:44
11. "Dreaming #11" – 3:37
12. "I am Become Death" – 3:56
13. "Saying Goodbye" – 2:54
14. "Woodstock Jam" – 16:07

### Disk2
1. "Satch Boogie" – 3:58
2. "Summer Song" – 5:01
3. "Flying in a Blue Dream" – 5:24
4. "Cryin'" – 5:54
5. "The Crush of Love" (Satriani, John Cuniberti) – 5:40
6. "Tears in the Rain" – 1:58
7. "Always with Me, Always with You" – 3:21
8. "Big Bad Moon" – 4:57
9. "Surfing with the Alien" – 2:51
10. "Rubina" – 6:44
11. "Circles" – 4:14
12. "Drum Solo" – 2:14
13. "Lords of Karma" – 5:43
14. "Echo" – 7:49

## Popis izvođača
- Joe Satriani - Bas gitara, Gitara, klavijature, Vokal
- Tom Coster - Orgulje
- Stuart Hamm - Bas gitara
- Matt Bissonette - Bas gitara
- Doug Wimbish - Bas gitara
- Jeff Campitelli - Udaraljke, Činele, Bubnjevi
- Gregg Bissonette - Bubnjevi
- Jonathan Mover - Udaraljke, Bubnjevi
- Simon Phillips - Bubnjevi